# Dumitru Miuță
Dumitru Miuță (n. 6 martie 1951, Cârstănești, Vâlcea) este un cunoscut interpret de muzică populară românească.

## Biografie
Dumitru Miuță s-a născut pe 6 martie 1951, în satul Cârstănești, județul Vâlcea. A debutat în anul 1976, la concursul "Floarea din grădină". Debutul discografic a avut loc în 1978, odată cu imprimarea albumului "Potcovare, Potcovare". În 1982, lansează împreună cu Dumitru Margine, albumul "Doi feciori din Oteșani. De asemenea, a fost prezentatorul emisiunii "La fântâna lui Miuță". De profesie a fost operator chimist.

## Discografie
- Potcovare, Potcovare (1978)
- Doi feciori din Oteșani (1982) (în colaborare cu Dumitru Margine)
- La fântână, la izvor (1986)
- Urcai dealu-n Voineasa (1990)
- A venit aseară mama (1993)
- Hai la casa oltenească (2002)
- La-nsurat și măritat... Nu e bine de întrebat (2004)